# Apseudes littoralis
Apseudes littoralis är en kräftdjursart som beskrevs av Sueo M. Shiino 1952. Apseudes littoralis ingår i släktet Apseudes och familjen Apseudidae. Inga underarter finns listade i Catalogue of Life.